# Lutefisk
Lutefisk (norsky, vyslovováno [ˈlʉ̂ːtfɛsk] v severním a některých částech centrálního Norska, [ˈlʉ̂ːtəˌfɪsk] v severním Norsku; švédsky, lutfisk vyslovováno [ˈlʉ̂ːtfɪsk]; finsky: lipeäkala [ˈlipeæˌkɑlɑ]) je sušená bílá ryba (většinou treska, ale používán je i mník mořský nebo mník jednovousý). Toto jídlo je vyrobeno z bílé ryby sušené vzduchem nebo sušené a solené tresky naložené v louhu. Má želatinovou texturu díky několikadennímu rehydratování před podáváním.
Lutefisk je připravováno jako rybí pokrm v několika severských zemích. Je tradiční součástí vánoční hostiny; norského julebord, švédského julbord stejně jako podobného finského joulupöytä.